# Dong Feixia
Dans ce nom chinois, le nom de famille, Dong, précède le nom personnel Feixia.
Dong Feixia (née le 17 mars 1989 à Shanxi) est une athlète handisport chinoise championne paralympique au lancer du disque aux Jeux paralympiques d'été de 2016 de Rio de Janeiro et  de 2020 à Tokyo en catégorie F55. À ceux de Paris 2024, elle est médaillée d'argent dans cette même discipline. Elle s'y est classée seconde, derrière la colombienne Érica Castaño qui l'avait déjà battue en 2024 aux championnats du monde d'athlétisme handisport 2024 à Kobe, championne paralympique et devant la mexicaine Rosa María Guerrero.
Son époux, Zhou Feifei est aussi un para-athlète de niveau international au lancer du javelot.